# Mandaka
Mandaka es el nombre de una variedad cultivar de manzano (Malus domestica) Está cultivada en la colección del Banco de Germoplasma del manzano de la Universidad Pública de Navarra con el N.º BGM002, ejemplares procedentes de esquejes localizados en Garzáin localidad perteneciente al municipio de Baztán, Navarra.

## Sinónimos
- "Mandaca",
- "Manzana Mandaka",[7]
- "Mandaka Sagarra",[8][9][10][11][12]

## Características
El manzano de la variedad 'Mandaka' tiene un vigor medio. El árbol tiene tamaño medio y porte erecto, con tendencia a ramificar baja, con hábitos de fructificación en ramos largos; ramos con pubescencia media; presencia de lenticelas escasas; grosor de los ramos medio; longitud de los entrenudos media.
Época de floración muy tardía, con una duración de la floración corta. Incompatibilidad de alelos S3 S9.
Las hojas tienen una longitud del limbo de tamaño medio, con color verde oscuro, pubescencia ausente, con la superficie poco brillante. Forma del limbo es ovalado, forma del ápice apicular, forma de los dientes serrados, y la forma de la base del limbo redondeado. Plegamiento del limbo plegado, con porte erguido; estípulas foliáceas; longitud del pecíolo medio.
La variedad de manzana 'Mandaka' tiene un fruto de tamaño pequeño, de forma cónica; con color de fondo verde, con sobre color de importancia bicolor, color del sobre color naranja, reparto del sobre color en placas continuas, y una sensibilidad al "russeting" (pardeamiento áspero superficial que presentan algunas variedades) ausente; con una elevación del pedúnculo que no sobresale, grosor de pedúnculo fino, longitud del pedúnculo medio, anchura de la cavidad peduncular es media, profundidad cavidad pedúncular media, importancia del "russeting" en cavidad peduncular ausente; profundidad de la cavidad calicina es media, anchura de la cavidad calicina es media, importancia del "russeting" en cavidad calicina ausente; apertura de los lóbulos carpelares están abiertos; apertura del ojo parcialmente abierto; color de la carne blanca; acidez débil, azúcar alto, y firmeza de la carne media.
Época de maduración y recolección tardía. Se usa como manzana de sidra.

## Susceptibilidades
- Oidio: ataque débil
- Moteado: ataque débil
- Fuego bacteriano: ataque débil
- Carpocapsa: no presenta
- Pulgón verde: ataque débil
- Araña roja: ataque medio[4][15]